# Anti/Dogmatikss
Anti/Dogmatikss fue un grupo español de hardcore punk de Barcelona (Cataluña), formado a finales de 1983. Durante su existencia, publicaron dos maquetas, siendo la primera –Rompan filas!!! (1984)– su obra más recordada, y participaron en diversos recopilatorios, algunos de ellos internacionales.
Con muchos cambios de formación e interrupciones en su carrera, estuvieron activos hasta comienzos de la década de 1990. Se les considera uno de los grupos fundacionales de la escena hardcore barcelonesa, junto a grupos como GRB, Shit S.A., L'Odi Social o Subterranean Kids.
Su legado fue recopilado en un CD por Tralla Records en 2000.

## Historia

### Comienzos
Anti/Dogmatikss se formaron en septiembre de 1983 tras la disolución del grupo Epidemia, grupo donde se encontraban el guitarrista Ferran (también conocido, sobre todo en los primeros años, como Fernando) y el bajista Sisa, que serían los únicos dos miembros fijos a través de los diversos cambios de formación de Anti/Dogmatikss. 
Los otros miembros de Epidemia eran Peter Punk, exbatería de Último Resorte (tocó con ellos en su primer EP), y Joni «Destruye» (también conocido como «Joni D.»), hermano de Ferran, que se ocupaba de las tareas vocales (Joni también había estado en el grupo Joni Destruye y los Repugnantes, que aparecieron en la película Gritos a ritmo fuerte de José María Nunes). Simultáneamente, incluso desde antes de existir Epidemia, Ferran y Joni habían dado vida a iniciativas como el fanzine Melodías Destruktoras y el sello Anarchi Rekords, que entre 1982 y 1983 editó material de Desechables (su primera maqueta) y Kangrena (el EP Terrorismo sonoro). Sisa, por su parte, procedía de La Roca del Vallès y formaba parte del fanzine Plasma así como tocaba la guitarra en un grupo basado en dicha ciudad y que fue variando de nombre (una de las encarnaciones más conocidas se hizo llamar, en torno a 1984-1985, D.D.A., siglas correspondientes a «Desertores Del Arado»). Ferran, Joni y Sisa además realizaban el programa «Likuadora punk» en la emisora Radio Obrera.
Epidemia duró poco tiempo como grupo: su debut tuvo lugar en enero de 1983, teloneando a Kangrena, y en septiembre Ferran y Sisa formaban ya el nuevo grupo. Alguna de las canciones de Epidemia, como «Anti U.S.A.», sería recuperada para el repertorio de la nueva banda.
La idea era, en palabras de Joni D, que siempre se mantuvo próximo al grupo, «montar una nueva banda con una propuesta musical (en aquella época nunca habríamos utilizado esa palabra) mucho más salvaje, yo diría que devastadora para aquellos tiempos». A Fernando y Sisa se unieron la vocalista Eva y el batería Carlos. Eva abandonó el grupo a los pocos meses, «porque se estaba quedando sorda». Una versión primitiva de la canción «Estado de caos» con Eva a las voces, grabada en el local de la Calle de las Moscas, se encuentra en el CD recopilatorio de Tralla. 
A finales de diciembre de 1983, entró como vocalista Poly (Josep Urpí Gausachs), que también era bajista con el grupo Odio Social y que combinaría las dos tareas durante su permanencia en Anti/Dogmatikss. Poco tiempo después, a finales de enero de 1984, tuvo lugar el debut del grupo, que decidió su nombre definitivo justo con motivo del concierto. Inicialmente, se apuntaron en este bajo el nombre de Premeditación y Alevosía y autodescribiéndose como «hardcore influenciado por GBH», descripción que se ajusta bastante al sonido inicial del grupo. En el cartel que anunciaba el concierto, sin embargo, ya aparecieron como Anti/Dogmatikss. En el concierto, celebrado el 29 de enero en la sala Zeleste de Barcelona, tocaban también los grupos Napalm, Residuos Nukleares, Odio Social y Shit S.A. (al parecer estos últimos finalmente no actuaron). Lo organizaban los fanzines Contaminación y N.D.F.. Este último, cuyas siglas significan «Niños Drogados por Frank Sinatra», lo conducía Joni D., como una nueva versión, más politizada en dirección anarcopunk, del antiguo Melodías Destruktoras.
En dicho cartel aparece ya el definitivo nombre del grupo, con su peculiar logo, ambos con ciertas reminiscencias del nombre y logo de los pioneros punk barceloneses Frenopaticss. El de Anti/Dogmatikss era, en palabras de Joni D., «un logotipo de lo más barroco, porque, en el fondo, ni que se entendiera el nombre era importante (Anti-Asmatics llegaron a llamarles en más de una ocasión), lo que importaba era la vida y la forma de vivirla, y el mensaje del grupo era ahí lo que se comunicaba».
Muy pronto, en febrero de 1984, les entrevistaron ya en un fanzine, Diecisiete segundos (de orientación post punk, realizado en Barcelona por F. «Sanguinetti»). En el curso de la entrevista, el grupo explicaba sus actividades paralelas (los fanzines Melodías Destruktoras y Plasma, el sello Anarchi, el programa Likuadora punk) y el modo de componer (en ese momento, Fernando componía la música, mientras que las letras las escribían Joni D. y el batería Carlos), comentaban su primer concierto, sus influencias (en las letras, principalmente Discharge y MDC), etc. De la misma época es una breve entrevista en el fanzine canario Son vecinos.
Un cartel promocional diseñado por el grupo en sus primeros tiempos constituye tanto una declaración de intenciones como un documento sobre sus influencias: sobre los ladrillos de un muro, pueden leerse los nombres de grupos punk clásicos (Sex Pistols, The Damned) junto a los de los británicos Crass, Discharge, Disorder, GBH, los norteamericanos Dead Kennedys y Black Flag, los italianos EU's Arse y 5º Braccio y los alemanes Razzia (que tocaron en Barcelona a principios de junio de 1984). También se menciona a los vascos RIP y a Kangrena. En otros ladrillos se encuentran lemas diversos de tendencia anarcopunk: «Contra los dogmas», «El patriotismo es un egoísmo de masa», «Contra el sistema», «Contra el racismo», «Contra el machismo», «Contra la guerra», «No a la mili», etc., algunos de ellos en inglés (como «Nazi punks - fuck off», título de una canción de Dead Kennedys, o «Bushell wanker», dirigido contra Garry Bushell, el periodista que lanzó el movimiento Oi! y que con frecuencia se burló de Crass y otros grupos anarcopunk). En otros ladrillos se hallan escritos títulos de las canciones que constituían el repertorio inicial de Anti/Dogmatikss: «Campos de cruces», «El modelo de español», «Fuego en la moncloa», «Religión», «El robot del futuro», «Estado de caos».
Otros conciertos tempranos que se pueden señalar son: Uno en el claustro de la Universidad de Barcelona en primavera de 1984, en el que el batería Carlos no pudo tocar, supliéndole para la ocasión Panko (ex Último Resorte y Attak). En el mismo concierto actuaron Sentido Común, Napalm y Nervios Rotos. Poco después, el 19 de mayo, tocaron en el Casal dels Transformadors (Barcelona) junto a Kangrena en el segundo de una serie de conciertos organizados por N.D.F. y Anarchi Rekords (en el primero, del 12 de mayo, tocaban Odio Social y Residuos Nukleares). En verano, tocaron en una discoteca en Andorra y en el festival «Estiu-rock» de Tarrasa.
En esta época el grupo graba bastante rudimentariamente su primera maqueta, que no fue publicada como tal, ya que la calidad del sonido era muy precaria. (No se ha de confundir con la primera que publicaron, Rompan filas!!!) Se incluyen los seis temas mencionados antes, uno de ellos («El robot del futuro») en dos tomas. La grabación, que no fue recogida en el recopilatorio de Tralla (2000), constituye un documento del sonido inicial del grupo, todavía dominado por el hardcore británico, con ritmo D-beat y guitarra blitz a la manera de los mencionados GBH. De algún modo esta cinta llegó al sello de San Diego (EE. UU.) BCT Tapes, que la incluyó en el recopilatorio Spanish HC que apareció en octubre de 1984, constituyendo así la primera publicación de Anti/Dogmatikss.
Poco después de realizarse esta grabación, el batería Carlos abandonaba el grupo por «diferencias ideológicas y musicales». Fue reemplazado por Manel, ex-Clinic Humanoyds y miembro de Shit S.A. (durante su estancia en A/D, tocaría con los dos grupos).
A raíz de la actuación en Barcelona, el 1 de julio, del grupo italiano Impact (concierto en el que, incidentalmente, debutaron GRB), Anti/Dogmatikss, que habían organizado el concierto y les habían dado alojamiento, trabaron amistad con los italianos, a resultas de lo cual fueron invitados a viajar en agosto a la ciudad de Ferrara, donde se suponía que darían algún concierto. Se unió al viaje otro grupo de Barcelona, Minoría Inmoral. Lo cierto es que los pocos conciertos que se organizaron fueron anulados y tan sólo pudieron tocar en un Centro Sociale Occupato. En el viaje pasaron además por Milán, donde conocieron a miembros de Wretched, Crash Box y Rappresaglia, y Florencia, donde hicieron lo propio con miembros de I Refuse It! y Juggernaut.

### Rompan filas!!!
De nuevo en Barcelona, el otoño de 1984 trajo la primera acción del Colectivo Squat de Barcelona, que en octubre ocupó una casa abandonada en la calle Bolívar, en el barrio de Gracia. Con motivo de ello, se organizó en el Casal del Transformadors un concierto «Pro-Squat» el 27 de octubre, en el que actuaron Anti/Dogmatikss, GRB, Napalm, Shit S.A., Voices y Odio Social.
Además, para finales de noviembre, Anti/Dogmatikss se unieron a la minigira española del grupo hardcore holandés BGK, organizada por el fanzine madrileño Penetración y Marc «Goofy» (que fuera guitarrista en la última formación de Último Resorte). La gira empezaba el 29 de noviembre en los bajos del Frontón de Andoáin, donde tocaron además los grupos locales BAP!! y Tortura Sistemátika. La siguiente parada fue en Zaragoza, el día 30 de noviembre, junto a los grupos zaragozanos IV Reich y Parásitos. En Madrid, en el Colegio Mayor Cheminade, los teloneros eran Delincuencia Sonora, Decadencia y Crisis Nerviosa. Finalmente, la gira terminó el 2 de diciembre en Barcelona, en el Casal dels Transformadors.
Antes de la gira, en noviembre habían grabado en el estudio Marathon de Barcelona los 11 temas que constituirían su primer casete autoeditado y que comenzaron a vender en el curso de la gira con BGK. Con claro mensaje antimilitarista, la cinta se tituló Rompan filas!!! Musicalmente, la grabación muestra la evolución del grupo hacia un sonido más hardcore, más acelerado y rabioso, próximo al estilo italiano de unos Wretched, aunque conservando el dominio absoluto del blitz guitarrero antes mencionado. Aparte de los seis temas de la primera maqueta, las cinco canciones nuevas son la incendiaria «Fuego en la Moncloa», «Piérdete!» (dedicada a los nazi-punks y los punks gamberros que causaron el cierre del Casal dels Transformadors), «Anti-U.S.A.» (una antigua canción de Epidemia, en la que pone coros Quoque, de Kangrena), «Hacienda», «Was a boy? (Who?)» (un poema de Poly que posteriormente regrabaría con su otro grupo, Odio Social) y la brevísima «¿Ellos o tú?». De las canciones antiguas, es de destacar, aparte de la aceleración a que han sido sometidas, el añadido de una introducción a «El modelo de español» que consiste en una grabación de la voz del teniente coronel Tejero durante el intento de golpe de Estado el 23 de febrero de 1981.
La cinta se acompañaba con un encarte (un folio plegado) conteniendo collages, letras de las canciones (algunas de ellas debidas a Joni D. y a Cristian Dios, del grupo Dios), fotografías del grupo (en fotocopia muy saturada) y un manifiesto del grupo. El manifiesto comienza exponiendo las razones por las que optar por una edición de las características de la cinta, a saber, evitar los impuestos en cuanto «una de las formas de control más eficaces que utiliza el Estado sobre el ciudadano». Prosigue manifestando, muy en la línea anarcopacifista de los Crass de un «Bloody revolutions», el rechazo de la idea de una revolución violenta: «cuando la mayoría de gente piense como nosotros ya no harán falta las armas, no hará falta luchar; con olvidar que ellos existen ellos desaparecerán, no apoyes a un sistema que no te parece justo!!!!» La parte final del manifiesto es una invitación a romper con los condicionamientos del sistema: las drogas «que pretenden anular tu personalidad y tu capacidad constructiva», los impuestos, el trabajo en cuanto alienación, el servicio militar, la «justicia» (comillas de Anti/Dogmatikss), etc.
En conjunto, el debut discográfico de Anti/Dogmatikss ofrecía un potente mensaje musical e ideológico, que fue el pistoletazo de salida del hardcore barcelonés (aunque hubiera precedentes aislados en canciones de Último Resorte o incluso Decibelios, y aunque en directo, inspirados en MDC, se hubiesen adelantado grupos como GRB, Shit S..A. o Kangrena a la hora de pisar el acelerador a fondo) e incluso del hardcore nacional (el primer sencillo de TDeK debió de salir ligeramente después, si bien hay que decir que en ese momento las escenas punk estatales aún estaban muy desconectadas entre sí a pesar de los esfuerzos de diversos fanzines, grupos y personas). 
La cinta, como se ha dicho, comenzó a ser puesta en circulación por el propio grupo durante la gira con BGK, y también se vendía a través de pequeños distribuidores o por correo. Asimismo, se vendió fuera del Estado, lo que condujo a la inclusión de algunos temas en recopilatorios internacionales. El crítico Tim Yohannan, de la revista norteamericana Maximumrocknroll, en el número de agosto de 1985, calificó la cinta como un «bastante tremendo debut» (pretty terrific debut) con canciones «melódicas, pegadizas e inteligentes».
La gira y la publicación de la cinta hicieron que el grupo fuese protagonista en numerosos fanzines nacionales, como Penetración, R.I.P., Katástrofe, Destruye!! y, por supuesto, N.D.F. También con motivo de la cinta aparecieron en medios oficiales, como el diario Egin y el Diario de Terrassa.
Siguieron algunos otros conciertos, como el de la presentación del fanzine La Oruga, el 22 de diciembre de 1984 junto al grupo de rock Últimos de Cuba o el del 13 de enero de 1985 en la sala Zeleste junto a Odio Social y el grupo hardcore vasco Autodefensa. Este concierto, organizado por N.D.F., fue grabado y publicado en la casete recopilatoria La lucha continúa!!!
Pero a este periodo de frenética actividad del grupo siguió un largo silencio durante el resto del año, roto por algún que otro concierto ocasional, como la aparición en la «2ª acampada per la pau» en Fals, cerca de Manresa, el 4 de octubre de 1985. En este concierto, en el que también tocaban entre otros L'Odi Social (que para entonces ya habían catalanizado su nombre), se puso a llover, por lo que se realizó la actuación en el interior de una iglesia románica.
En este concierto el batería Manel había dejado su puesto a Legal, que provenía, como Sisa, de La Roca. A finales de año, además, Sisa fue llamado a cumplir el Servicio Militar. Poly dejó, a continuación, el grupo, centrándose en su trabajo como bajista en L'Odi Social. Esta falta de conciertos y la general desbandada final hizo que Anti/Dogmatikss perdieran un poco el tren en el momento de la explosión del hardcore barcelonés (GRB, L'Odi Social, Subterranean Kids, etc.) en 1985-1986.
Una fugaz formación se presentó, aprovechando un permiso de Sisa, en el festival «Barricada Rock» del 19 de julio de 1986, organizado por la CNT en conmemoración del 50.º aniversario de la guerra civil española. En el concierto también actuaron los grupos vascos Tijuana in Blue y BAP!! y los catalanes L'Odi Social, Monstruación y Pisando Fuerte. Para el concierto, se unió Joni D. como vocalista y Marc (el futuro cantante de Tropel Nat) como segundo guitarrista.

### Última época
En la segunda mitad de 1986 hubo un concierto semiimprovisado en Les Fonts de Tarrasa, donde actuó como vocalista Ripoll, que, como Legal, simultáneamente era miembro del grupo de La Roca Suicidal Vailets, donde Sisa tocaba la guitarra y el bajista era Jordi. De esta manera surgía una nueva formación de Anti/Dogmatikss, con tres miembros compartidos con Suicidal Vailets, cuya actividad continuaría paralelamente a la del grupo principal. La formación se establece en febrero de 1987.
A través del contacto con Pascal, del fanzine francés Panx, en octubre de 1987 la nueva formación de Anti/Dogmatikss, remozada y con nuevo material, viaja un fin de semana a Toulouse para grabar una nueva maqueta y dar, el 25 de octubre, un concierto en la emisora de radio Canal Sud, que sería el único concierto fuera de España aparte del de Andorra. Durante el concierto, unos punks borrachos llamaban «Joey Ramone» a Ferran, lo que responde al aspecto que este presentaba: alto, con gafas y pelo largo. La maqueta se editaría en 1988.
Terminaron el año con una pequeña gira en Euskadi: tocaron el 29 de diciembre en Elgóibar, el 30 en el Gatzetxe de Andoáin y la Nochevieja en Lequeitio, en medio de una multitud de punks disfrazados y borrachos. A este último concierto corresponde la fotografía de la portada del recopilatorio de Tralla. Los días 1 y 2 de enero tocaron, respectivamente, en Tolosa y Ermua.
En 1988 publican, pues, su segunda casete, titulada NOOOOO. Las cinco oes  aluden, como puede verse en la portada de la cinta, a los Juegos Olímpicos de Barcelona que habían de celebrarse en 1992. Según el punto de vista del grupo, expresado en un manifiesto que acompañaba a la casete, los preparativos de la celebración implicaban una ocultación de la situación real de paro y desencanto social, un aumento de la represión policial, etc.; en el manifiesto también se alude a la Expo '92 de Sevilla y a la celebración del 5.º centenario del descubrimiento de América prevista para 1992. 
Musicalmente, los 7 temas de la maqueta presentan un estilo más elaborado y complejo (especialmente el instrumental final sin título), más influido por el hardcore norteamericano. De las letras, «Olimpisme» trata del mismo tema que el manifiesto citado (e, incidentalmente, es una de las primeras canciones hardcore en catalán); «A vosotros» reprocha a la generación del mayo del 68 haberse pasado al bando de los opresores; «Alerta» toca la temática de los «okupas»; «La diferencia la marca el color de la piel» no sólo es una canción contra el racismo sino contra la injusticia de la existencia del llamado tercer mundo. 
Dos canciones de esta segunda casete se incluyeron en el EP recopilatorio Resiste Cros 10, editado por N.D.F. en apoyo de la casa ocupada en el n.º 10 de la calle Cros de Barcelona. En el disco participaban también L'Odi Social y Anti-Manguis.
Tras esta fase de bastante actividad, de nuevo el grupo casi desapareció, dando de vez en cuando algún concierto.
En 1989, el vocalista Ripoll deja al grupo. Fue sustituido, en el mismo año, por David (de Anti-Manguis),  con quien Anti/Dogmatikss grabaron dos canciones para la casete recopilatoria No 92, publicada a finales de 1989 o principios de 1990 y que, como indica el título, también se dirigía contra de las consecuencias de la organización de los juegos de 1992 en Barcelona. Fue la última grabación en estudio del grupo.
En 1990, el puesto ocupado temporalmente por David fue tomado por Ricard, hermano de Sisa. En esta época, Ferran tocaba el bajo con el grupo Dios, relacionado con Anti/Dogmatikss desde los primeros años. La nueva formación no duró mucho y finalmente Anti/Dogmatikss se disolvieron hacia 1991.
Durante unos años, Legal y Sisa prosiguieron la saga de Suicidal Vailets con el grupo Budellam. Sisa, además, formó parte del grupo de crossover Dios Odioso.
A comienzos de la década de 1990 surgió la compañía discográfica y distribuidora Tralla records, de cuyo equipo formaba parte Ferran.
Ferran falleció a mediados de la década, en el mismo año en que nacía su hija Judit.
En 1999, Lengua Armada, sello de Martin, de Los Crudos, publicó el primer disco de vinilo de Anti/Dogmatikss, un EP de 7" con temas de las dos casetes de 1984 y 1988. 
En el mismo año, Tralla Records preparó los materiales para una edición del legado de Anti/Dogmatikss, incluyendo sus grabaciones de estudio (excepto la maqueta de comienzos de 1984) y temas en directo y grabaciones de local. La edición se preparó en gran medida como homenaje al fallecido Ferran, lo que se denota en los testimonios recogidos en textos firmados por los exmiembros Sisa, Legal, Poly y Marc, personas muy próximas a la banda como Joni D. y Mercè «Meme» (pareja de Ferran), Alberto Eiriz (de Penetración y Sabotaje), Pascal (de Panx 'zine) y el mencionado Martin de Los Crudos. El disco se publicó finalmente a finales de 2000, en CD como un digipack de lujo, con un libreto de más de 50 páginas, así como en formato LP, acompañado por un EP de 7" y un libreto.

## Miembros
(Advertencia: La siguiente lista es una versión simplificada de los múltiples cambios de formación del grupo.)

### Primera formación (otoño de 1983)
- Eva - voz
- Fernando (Ferran) - guitarra
- Sisa - bajo
- Carlos - batería

### Segunda formación (diciembre de 1983 - mediados de 1984)
- Poly (Josep Urpí Gausachs) - voz
- Fernando (Ferran) - guitarra
- Sisa - bajo
- Carlos - batería

### Tercera formación (mediados de 1984 - finales de 1985)
- Poly (Josep Urpí Gausachs) - voz
- Fernando (Ferran) - guitarra
- Sisa - bajo
- Manel - batería (sustituido a finales de 1985 por Legal)

### Cuarta formación (concierto Barricada Rock, julio de 1986)
- Joni D. - voz
- Fernando (Ferran) - guitarra
- Marc - guitarra
- Sisa - bajo
- Legal - batería

### Quinta formación (finales de 1986 -1989)
- Ripoll - voz
- Fernando (Ferran) - guitarra
- Sisa - bajo
- Legal - batería

### Sexta formación (1989-1990)
- David - voz
- Fernando (Ferran) - guitarra
- Sisa - bajo
- Legal - batería

### Séptima formación (1990 - c. 1991)
- Ricard - voz
- Fernando (Ferran) - guitarra
- Sisa - bajo
- Legal - batería

### Otros miembros
- Peter Punk - batería (1983)
- Panko - batería (concierto en el claustro de la Universidad de Barcelona, 1984)
- El Punki - voz

## Discografía
- 7 temas en el casete recopilatorio Spanish HC (Estados Unidos, BCT Tapes, 10/84). Se trata de su primera maqueta; una de las canciones se halla en dos tomas diferentes.
- Casete Rompan filas!!! (autoedición, 11/84).
- 5 temas en la casete recopilatoria La lucha continúa!!! (N.D.F. - La Virgen, ca. 3/85). Con Odio Social y Autodefensa. Los temas de Anti/Dogmatikss son: «Estado de caos», «El modelo de español», «Hacienda», «Campos de cruces» y «¿Ellos o tú?», grabados en directo el 13 de enero de 1985.
- Temas en el casete recopilatorio internacional Hideous & Headchop'n (Estados Unidos, Mothra Productions, 1985; también aparecen Lärm, Ceresit 81, Mob 47, Colera, Chronic Submission, Negazione, Burning Witches, Kromizom 4, Declino, The Bristles, Skulldiggers, Nikoteens y otros.).
- Temas en el casete recopilatorio internacional A message from Camp Sunshine (Reino Unido, 1985; también aparecen Ceresit 81, Bluttat, Post Mortem, Maniacs, Chronic Submission, Rövsvett, Black Vampire, Anti-Heroes, Ad Nauseam, Fiend).
- Casete NOOOOO (autoedición, 1988).
- 2 temas en el EP recopilatorio Resiste Cros 10 (NDF - Tralla Records, AONAIR 004, 1988), compartido con L'Odi Social y Anti-Manguis. Los temas de Anti/Dogmatikss son «Alerta» y «La diferencia la marca el color de la piel».
- 2 temas en la casete recopilatoria No 92 (El Lokal, 1989-1990). 9 grupos. Los temas de Anti/Dogmatikss son «Ets una peça més» y «Siempre hay algo que hacer».
- Temas en el EP recopilatorio Panx Vinyl Zine 01 (Francia, Panx Records, 1989). Con Bluck!, Plaies Mobiles, S.O.R.
- EP Anti/Dogmatikss (Lengua Armada, KA 015, 1999). 4+5 temas tomados de las demos de 1984 y 1988.
- CD Anti/Dogmatikss (Tralla Records, TRCD 085, 27 de noviembre de 2000). Edición en digipack de lujo de una selección de la discografía del grupo; incluye libreto de 54 páginas). También publicado en vinilo como LP con EP de regalo.

## Enlaces
- BCNPUNK80, sitio de MySpace que contiene información sobre Anti/Dogmatikss y Suicidal Vailets. (Consultado el 6 de julio de 2008.)
- El artículo sobre Anti/Dogmatikss de BCNPUNK80 en Voices Emagazine (Consultado el 9 de julio de 2008.)

- Datos: Q5697049